# Neó de Beòcia
Neó (en llatí Neon, en grec antic Νέων) fou un dirigent militar i polític beoci, partidari del Regne de Macedònia al seu país durant el regnat d'Antígon III Dosó al segle III aC.
Aquest rei va embarrancar a les costes de Beòcia amb la seva flota i Neó, que era hiparc en aquell moment, va anar a la zona amb la cavalleria i podia haver eliminat tot l'exèrcit i la flota, però en lloc d'això els va ajudar a poder sortir i salpar amb seguretat. El beocis li van criticar el seu acte però es va guanyar el favor del rei i del seu successor Filip, segons diu Polibi.